# The Lonesome Trail (film, 1914)
The Lonesome Trail est un film muet américain réalisé par Colin Campbell et sorti en 1914.

## Fiche technique
- Réalisation : Colin Campbell
- Scénario : Bertha Muzzy Sinclair, d'après une histoire de Wallace Clifton
- Production : Selig Polyscope Company
- Date de sortie : États-Unis : 18 septembre 1914

## Distribution
- Wheeler Oakman
- Gertrude Ryan
- Tom Mix
- Bessie Eyton
- Harry Lonsdale
- Tom Santschi
- Roy Watson
- Kathlyn Williams
- Old Blue : le cheval de Tom Mix